# شعر بيلي

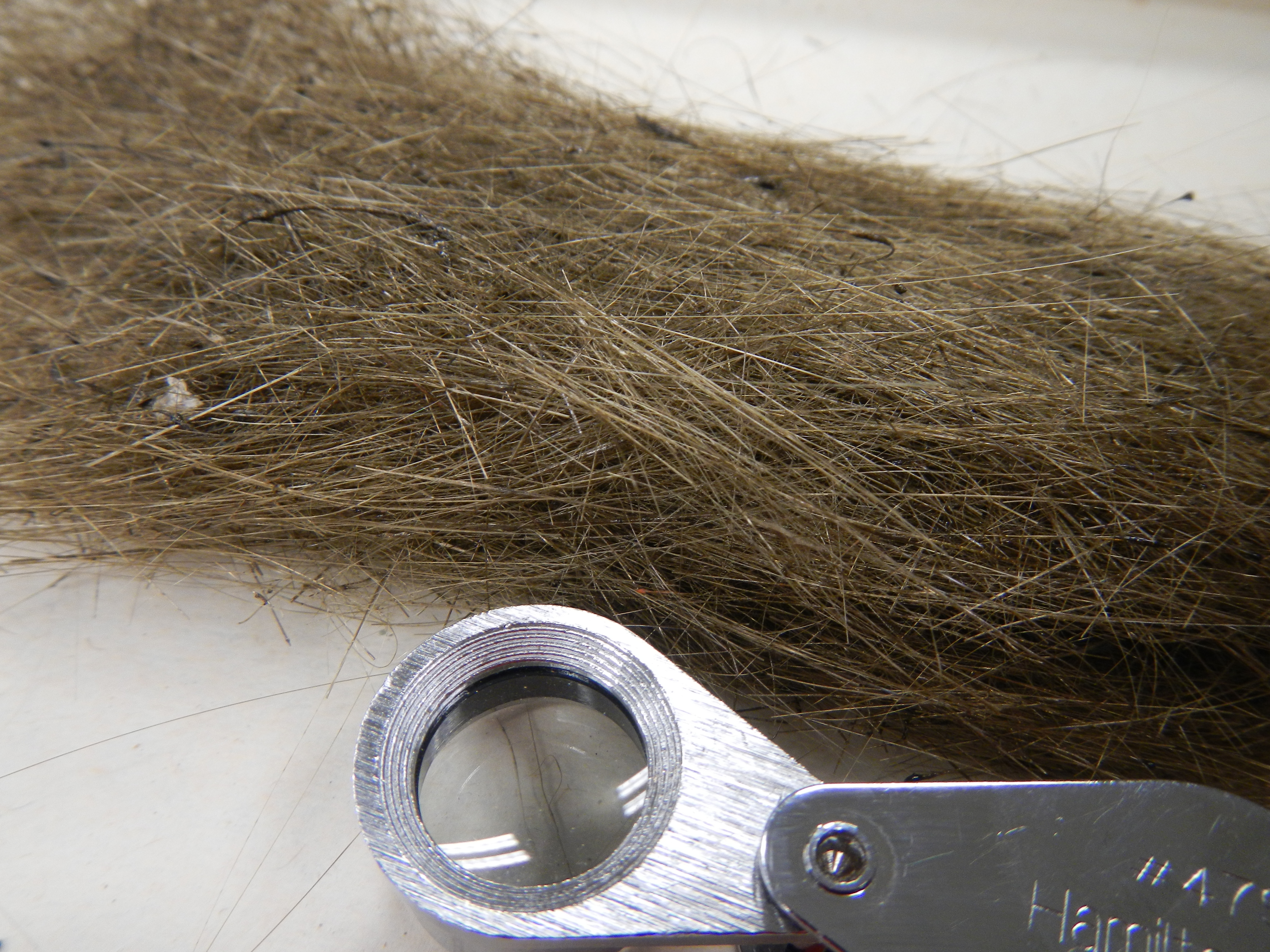
شعر بيلي بجانب عدسة يدوية

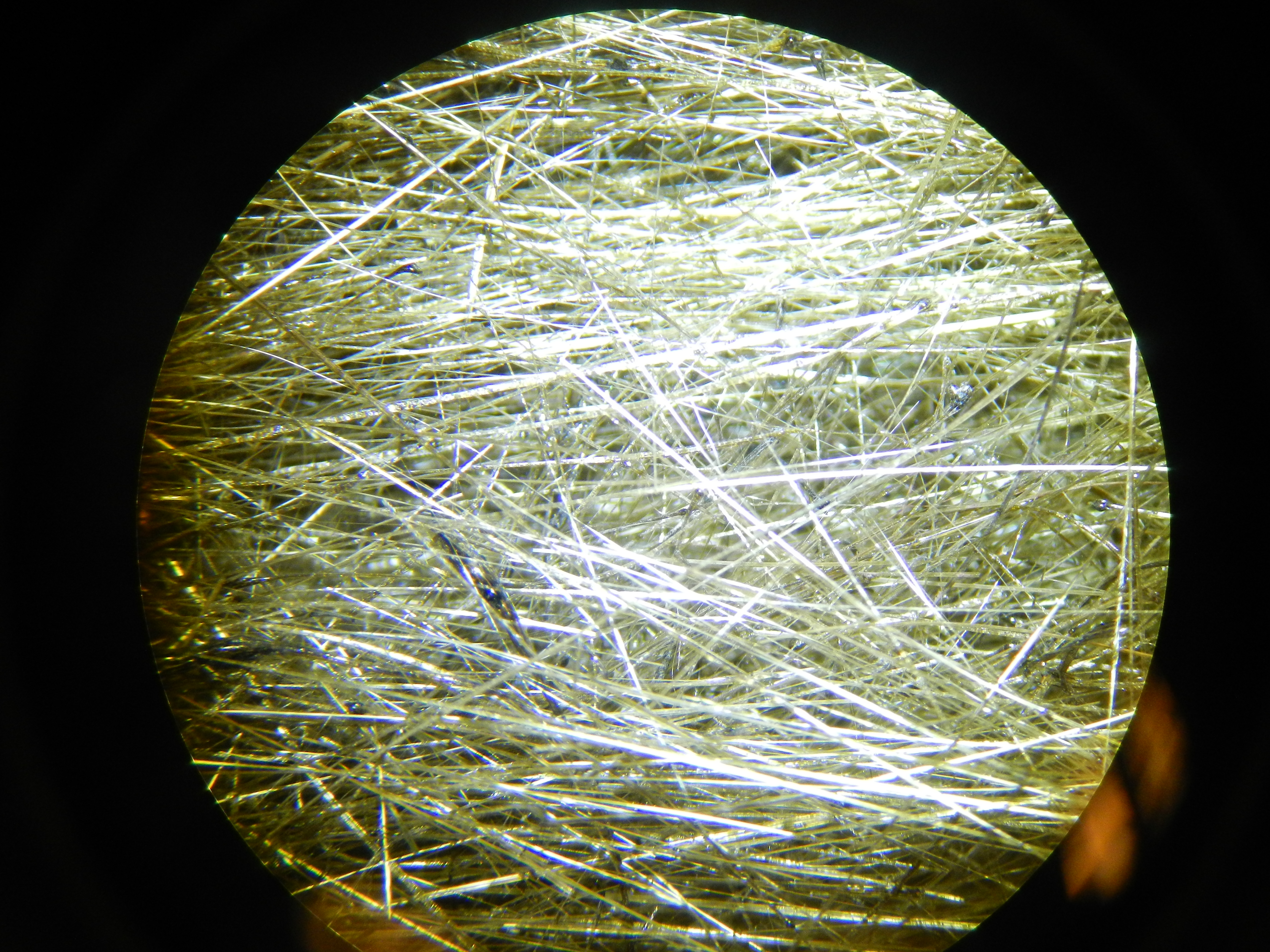
خيوط من شعر بيلي تحت عرض المجهر

شعر بيلي (بالإنجليزية: Pele's hair)‏ هو شكل من أشكال الحمم البركانية. سمّي بهذا الاسم نسبةً لـ «بيلي» آلهة البراكين في هاواي. يمكن تعريف شعر بيلي بأنه ألياف من الزجاج البركاني أو خيوط رقيقة من الزجاج البركاني. تتشكل الخيوط من خلال تمدد صخور بازلتية زجاجية من الحمم البركانية، عادة من نوافير الحمم وشلالات الحمم وتدفقات حمم البركان القوية.
شعر بيلي خفيف للغاية، لذا تحمله الرياح غالباً عالياً في الهواء، إلى أماكن تبعد عدة كيلو مترات من منطقة نشأته. فمن الشائع أن تجد ألياف شعر بيلي على الأماكن المرتفعة مثل أعالي الأشجار، وهوائيات الراديو وأعمدة الكهرباء.
لا يوجد شعر بيلي في هاواي فحسب، بل يمكن العثور عليه بالقرب من البراكين الأخرى في جميع أنحاء العالم، على سبيل المثال في نيكاراغوا (مسايا)، وإيطاليا (إتنا)، وإثيوبيا (إرتا أليه). وعادة ما يتم العثور عليه في الفجوات الأرضية، معظمها بالقرب من الثقوب، المناور، المحيطات، أو في الزوايا والأركان حيث أن شعر بيلي يمكن أن يتراكم.
من غير المستحسن لمس شعر بيلي، لأنه هش جداً وحاد جداً وقد تخترق قطع صغيرة مكسورة منه الجلد بسهولة. يجب أن يرتدي المرء القفازات أثناء الفحص.
«دموع بيلي» ظاهرة أخرى قد تحدث مع شعر بيلي. وتوصف في علم البراكين بأنها تبلور الصهارة مع شعر بيلي في حوالي 1,160 درجة مئوية. شكل هذه الدموع يمكن أن يعطي مؤشراً على سرعة الاندفاع وفقاعات الغازات والجسيمات العالقة داخل الدموع يمكن أن توفر معلومات عن تكوين غرفة أو حجرة الصهارة.

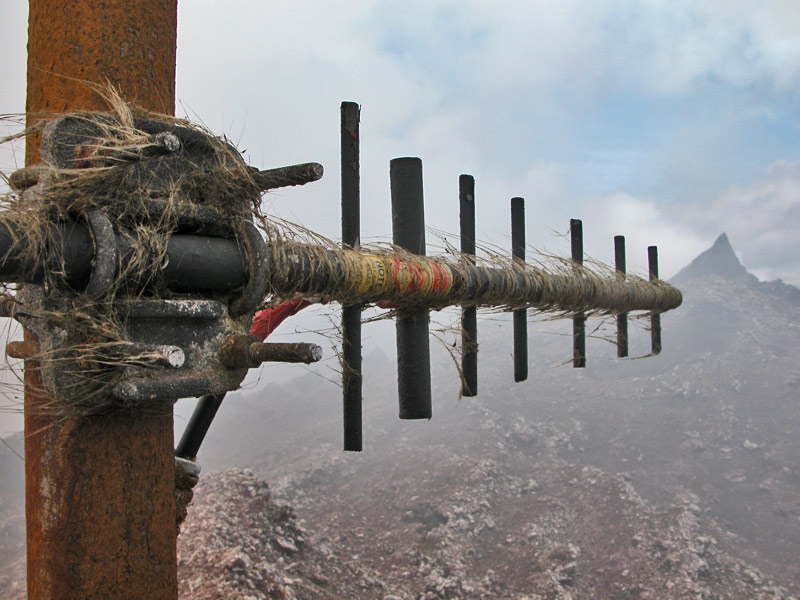
شعر بيلي متراكم على هوائي الراديو في هاواي، التقطت بتاريخ 22 يوليو 2005

## التشكل

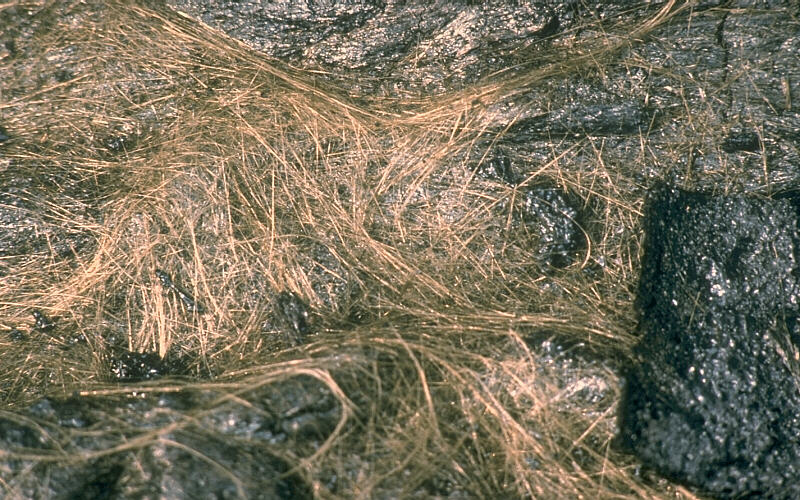
شعر بيلي على حمم بازلتية تدفقت في بركان كيلوا في هاواي، 27 مارس، 1984

يتشكل شعر بيلي عندما ينصهر الزجاج البازلتي ويخرج إلى السطح من خلال الحمم البركانية. يتم تشكّل الخيوط من الحمم المنصهرة عندما تقفز في الهواء على شكل قطرات وشرارات صغيرة، والتي تأخذ شكل مستقيم تماماً. وهو يتشكل عادة في نوافير الحمم وشلالات الحمم وتدفقات الحمم البركانية القوية.

## المميزات
لون شعر بيلي يأخذ اللون الأصفر الذهبي وشكله يبدو وكأنه شعر بشري أو قش جاف ومتيبس. إذا تعرض لضوء الشمس؛ فقد يلمع ويتلألأ ويعطي لوناً ذهبياً. طول شعر بيلي متفاوت جداً، ولكن عادة يكون طوله ما بين 2 إلى 6 بوصة.  يمكن أن يكون قطرها أقل من 0.5 مم ويصل إلى 2 مم. وهي خفيفة للغاية.

## التطبيقات
النسخة المصنعة من شعر بيلي مصنوعة من الصخور البازلتية وركام المعادن المعاد تدويرها (ركام المعادن: نفايات وبقايا معدنية ناتجة من صهر المعادن الخام) يسمى تجارياً بالصوف المعدني أو الصوف الحجري ويستخدم عادة بأنه غير قابل للاحتراق، دائم ثابت الأبعاد، مستقر عند تعرضه الأشعة فوق البنفسجية، عازل للمباني السكنية والتجارية والمباني العالية الارتفاع.
أما في مجال الهيدروفيليك يستخدم لترشيد استخدام المياه، ورفع العائد من المحاصيل وبديلاً عن التربة عند الزراعة.

## المعتقدات التقليدية
بيلي معروف باسم آلهة النار، البرق، الرياح، الرقص والبراكين. الأساطير التي تروي كيف أن بيلي جاء أولاً إلى جزر هاواي فيها العديد من الروايات والغموض، ولكن يُعتقد أن بيلي هو روح الأرواح في فوهة بركان كيلوا في جزيرة هاواي. يظهر بيلي كروح في أشكال كثيرة وهذه الأشكال تعتبر نذير شؤم. معظم سكان ولاية هاواي الأصليين لديهم قطعة شعر واحدة على الأقل.[بحاجة لمصدر]
في تقاليد هاواي يعتقدون أنهم يجب أن يعيشوا في وئام مع جميع الأشياء الطبيعية، وأن بيلي سوف يلعن ويصيب بسوء كل الناس الذين يأخذون صخور الحمم والرمل والصدف، أو أي قطعة وجزء من الطبيعة في الجزر بعيدا معهم، حتى يُرجعون هذه العناصر إلى مكانها الصحيح. بالإضافة إلى ذلك، يحظر القانون الاتحادي أخذ أي شيء من حديقة وطنية. كل عام كميات كبيرة من هذه القطع تعود بالبريد إلى هاواي من قبل الناس الذين يعتقدون أنهم تلقوا مثل هذا الحظ السيئ.